# Leibniz-Institut für Polymerforschung Dresden
Das Leibniz-Institut für Polymerforschung Dresden e. V. wurde 1992 aus dem Institut für Technologie der Polymere der Akademie der Wissenschaften der DDR (ITP) gegründet und gehört heute zu den größten Polymerforschungseinrichtungen in Deutschland. Es ist Mitglied der Leibniz-Gemeinschaft.
Die anwendungsorientierte Grundlagenforschung am IPF zielt auf die Erarbeitung wissenschaftlicher Grundlagen für die Verbesserung oder Neuentwicklung von Polymerwerkstoffen und Technologien.
Das fachliche Spektrum des Instituts ist sehr breit. Es reicht von Synthese, Analytik und Modifizierung von Polymeren über Theorie und Modellierung bis hin zur Verarbeitung von Polymeren. Die Forschungsergebnisse des Instituts fließen ein in Innovationen in Zukunftstechnologien wie Kommunikationstechnologie, Medizintechnik, Verkehrstechnik, Energieerzeugung und -speicherung und Umweltschutztechnologien.

## Geschichte
An der Mitteldeutschen Spinnhütte Pirna-Copitz erfolgte zum 1. Oktober 1948 die Gründung eines Textilforschungsinstituts, das unter seinem Direktor Walter Frenzel zu einem Hochschulinstitut der TH Dresden ausgebaut, als Institut für Technologie der Fasern in die Deutsche Akademie der Wissenschaften zu Berlin aufgenommen und 1954 nach Dresden umgesiedelt wurde.
Am 1. April 1984 erhielt es den Namen Institut für Technologie der Polymere, aus dem 1992 schließlich das Institut für Polymerforschung Dresden als Institut der Blauen Liste ausgegründet wurde. Seit 2004 firmiert es als Leibniz-Institut.
Wie alle Leibniz-Institute wird das IPF mindestens aller sieben Jahre evaluiert. Die letzte erfolgreiche Evaluierung fand 2022 statt.
Das IPF war Ausrichter zahlreicher internationaler Tagungen, u. a. des European Polymer Congress 2015 und der Europe Africa Conference 2017 of the Polymer Processing Society.

## Gliederung
- Institut Makromolekulare Chemie (IMC)  – Leitung: Brigitte Voit
- Institut Physikalische Chemie und Physik der Polymere (IPC) – Leitung: Andreas Fery
- Institut Polymerwerkstoffe (IPW) – Leitung: Markus Stommel
  - Forschungsbereich Elastomere (im IPW) – Leitung: Sven Wießner
- Institut Biofunktionelle Polymermaterialien  (IBP) – Leitung: Carsten Werner
- Institut Theorie der Polymere (ITP) – Leitung: Jens-Uwe Sommer

## Forschungsprogramm
Das Profil der Forschung am IPF wird von sechs strategischen Themen bestimmt:
- Grundlegende Konzepte der weichen Materie
- Bioinspirierte Materialien
- Funktionsmaterialien und Systemintegration
- Prozesskontrollierte Strukturmaterialien
- Datenwissenschaftsbasierte Materialforschung
- Nachhaltigkeit und Umweltschutz

## Personal
Am IPF arbeiten Naturwissenschaftler (u. a. Chemiker, Physiker und Biologen) und Ingenieurwissenschaftler eng zusammen.
Die Leiter der Institute und des Forschungsbereichs haben aufgrund gemeinsamer Berufungen gleichzeitig Professuren an der Technischen Universität Dresden (Fakultäten Chemie und Lebensmittelchemie, Physik sowie Maschinenwesen) inne. Rund 100 Doktoranden sind ständig in die Forschung am IPF integriert und zahlreiche Diplom-, Master- und Bachelorarbeiten werden hier erarbeitet und betreut.
Das Institut unterstützt junge Wissenschaftler bei der Etablierung unabhängiger Nachwuchsforschergruppen.

## Kooperationen/Netzwerke
Das Institut arbeitet eng mit der Technischen Universität Dresden (TU Dresden) zusammen, ist Mitglied von DRESDEN-concept und des Materialforschungsverbundes Dresden und kooperiert in zahlreichen Forschungsprojekten mit Instituten und Industrieunternehmen innerhalb Deutschlands und weltweit.
Gemeinsam mit der TU Dresden hat das IPF im Jahre 2002 in einem dafür errichteten Neubau das Max-Bergmann-Zentrum für Biomaterialien gegründet.
Eingebunden ist das Institut am Standort Dresden in Einrichtungen und Strukturen, die u. a. im Rahmen der Exzellenzinitiativen etabliert werden konnten, u. a.:
- Centre for Regenerative Therapies (crtd)
- B CUBE – Center for Molecular Bioengineering
- Center for Advancing Electronics Dresden (cfaed)
- Else Kröner-Fresenius-Zentrum für Digitale Gesundheit
- Exzellenzcluster Physics for Life

## Technologietransfer
Um die Überführung von Forschungsergebnissen in die Praxis voranzutreiben, betreibt das Institut Technologietransfer, fördert Ausgründungen und kooperiert mit Industrieunternehmen.